# Invisible Man (film, 2020)
Pour les articles homonymes, voir The Invisible Man.
Pour plus de détails, voir Fiche technique et Distribution.
Invisible Man ou L'Homme invisible au Québec (The Invisible Man) est un thriller psychologique américano-australien écrit et réalisé par Leigh Whannell, sorti en 2020.
Le scénario est librement inspiré du roman homonyme de H. G. Wells. Il met en scène Elisabeth Moss dans le rôle de Cecilia Kass. Celle-ci vit avec Adrian Griffin, un riche ingénieur spécialisé dans l'optique, tyrannique et violent. Malmenée et désabusée, elle décide de le quitter et part en pleine nuit avec l'aide de sa sœur Emily. Deux semaines plus tard, toujours sur ses gardes, Cecilia apprend qu'il s'est donné la mort à la suite de son départ. Pourtant, elle s'interroge sur son suicide lorsque certains signes étranges commencent à se manifester autour d'elle, la terrorisant et l'isolant des autres.

## Synopsis
Cecilia Kass est piégée dans une relation violente et dominante avec le riche ingénieur en optique et homme d'affaires Adrian Griffin. Une nuit, Cecilia drogue Adrian avec du diazépam et s'échappe de sa maison hautement sécurisée avec l'aide de sa sœur cadette, Emily. Cecilia monte dans la voiture de sa sœur et perd le flacon de diazépam. Adrian surgit et se blesse à la main en brisant la vitre du véhicule.
Cecilia se cache dans la maison de son ami, le détective James Lanier et de sa fille adolescente, Sydney. Deux semaines après l'évasion de Cecilia, Adrian se suicide et lui laisse 5 millions de dollars. Son frère avocat, Tom, s'occupe de sa succession. Cecilia soupçonne une autre présence dans la maison après plusieurs événements étranges, mais James lui assure qu'elle est juste traumatisée et paranoïaque. Lors d'un entretien d'embauche, elle trouve le contenu de son portfolio de travail supprimé, et s'évanouit. Le médecin lui annonce que l'analyse de son sang révèle des niveaux élevés de diazépam. Dans sa salle de bains, elle trouve le flacon de diazépam avec lequel elle a drogué Adrian.
Cecilia, accompagnée de James, retourne dans le bureau de Tom. Elle pense qu'Adrian a simulé sa mort et a utilisé son expertise en optique pour devenir invisible afin de la tourmenter, mais cette idée est rejetée. Plus tard, alors que Sydney réconforte Cécilia, cette dernière reçoit un coup violent par une force invisible. Elle et James supposent que Cecilia l'a frappée et qu'elle devient folle. Seule à la maison, Cecilia essaie diverses tactiques pour attraper l'intrus. Elle trouve le téléphone portable d'Adrian dans le grenier. Elle asperge de peinture la silhouette invisible. Une violente lutte s'ensuit. Cecilia parvient à s'échapper. Elle se rend chez Adrian pour enquêter sur son laboratoire, où elle trouve une combinaison optique, lui confirmant ses soupçons. Elle cache le costume dans le placard de leur ancienne chambre. La silhouette invisible l'attaque à nouveau. Cecilia parvient à s'enfuir et contacte Emily. Les deux femmes se retrouvent dans un restaurant. La silhouette invisible tranche la gorge d'Emily et place le couteau dans la main de Cecilia. Celle-ci est arrêtée par la police et accusée ainsi du meurtre.
En attendant son procès, Cecilia est renvoyée dans un hôpital psychiatrique. Un médecin lui révèle qu'elle est enceinte. Cecilia ne comprend pas comment c'est possible, puisqu'elle utilisait un contraceptif pour ne pas être enceinte d'Adrian. Tom propose de faire abandonner ses accusations si elle accepte de « revenir vers lui » et d'élever l'enfant, ce qui implique que Tom a aidé à organiser le suicide de son frère. Il révèle qu'Adrian a changé sa contraception pour la mettre enceinte. Cecilia refuse l'offre et lui vole un stylo plume. Cette nuit-là, elle tente de se suicider pour attirer la silhouette invisible. Lorsque celle-ci essaie de l'arrêter, elle le poignarde à plusieurs reprises avec le stylo, provoquant un dysfonctionnement de la combinaison. L'équipe de sécurité arrive, mais le personnage les met hors d'état de nuire avant de fuir l'hôpital, avec Cecilia à sa poursuite. Pour protéger son enfant à naître, la silhouette menace plutôt d'attaquer ceux qu'elle aime.
Cecilia se précipite chez James et trouve le personnage qui l'attaque lui et Sydney. Elle tire sur la silhouette à mort, mais lorsqu'elle la démasque, elle trouve Tom dans le costume. La police prend d'assaut la maison d'Adrian et le trouve vivant, ligoté et affirmant que Tom l'a retenu prisonnier. Cecilia insiste sur le fait que les frères ont partagé le costume, Adrian envoyant Tom à la maison en sachant qu'il serait tué.
Pour obtenir la confession d'Adrian, elle le rencontre chez lui pendant que James écoute leur conversation grâce au micro qu'elle dissimule sur elle. Elle accepte de réparer leur relation, mais seulement s'il avoue être la figure invisible violente. Adrian insiste sur le fait que Tom l'a kidnappé et affirme que l'expérience a changé sa vision de la vie et la façon dont il l'a traitée, mais quand elle pleure, Adrian lui donne intentionnellement un indice qu'il est le personnage. Satisfaite, Cecilia part utiliser les toilettes. Quelques instants plus tard, la caméra de sécurité capture Adrian en train de se trancher la gorge. Cecilia revient et, apparemment désemparée, appelle la police. Hors de la vue de la caméra, cependant, elle se moque d'un Adrian mourant, révélant qu'elle a utilisé la combinaison qu'elle avait cachée dans le placard pour se rendre invisible et égorger Adrian.
Lorsque James arrive, elle confirme ce que la caméra de surveillance a filmé. Il remarque qu'elle a la combinaison dans son sac, mais lui permet de partir. Soulagée d'être libérée d'Adrian, Cecilia quitte la maison, emportant le costume avec elle.

## Fiche technique
Sauf indication contraire, les informations mentionnées dans cette section peuvent être confirmées par la base de données cinématographiques IMDb,  présente dans la section « Liens externes ».
- Titre original : The Invisible Man
- Titre français : Invisible Man
- Titre québécois : L'homme invisible[1]
- Réalisation : Leigh Whannell
- Scénario : Leigh Whannell, d'après le roman L'Homme invisible de H. G. Wells
- Musique : Benjamin Wallfisch
- Montage : Andy Canny
- Photographie : Stefan Duscio
- Production : Jason Blum et Kylie du Fresne
- Sociétés de production : Blumhouse Productions, Goalpost Pictures et Nervous Tick
- Société de distribution : Universal Pictures (États-Unis et France)
- Budget : 7 millions de dollars
- Pays de production :  Australie,  États-Unis
- Langue originale : anglais
- Format : couleur
- Genre : thriller psychologique, épouvante-horreur, science-fiction
- Durée : 124 minutes
- Dates de sortie :
  - France, Suisse romande : 26 février 2020
  - Australie : 27 février 2020
  - États-Unis, Québec : 28 février 2020
- Classification :
  - États-Unis : R – Restricted (Les enfants de moins de 17 ans doivent être accompagnés d'un adulte)
  - France : interdit aux moins de 12 ans lors de sa sortie

## Distribution
- Elisabeth Moss (VF : Anne Dolan ; VQ : Mélanie Laberge) : Cecilia Kass
- Aldis Hodge (VF : Namakan Koné ; VQ : Martin Desgagné) : James Lanier
- Storm Reid (VF : Garance Pauwels ; VQ : Frédérike Ambroise-Laplante) : Sydney Lanier
- Harriet Dyer (VF : Sarah Barzyk ; VQ : Stéfanie Dolan) : Emily Kass
- Michael Dorman (VF : Gilduin Tissier ; VQ : Alexandre Fortin) : Tom Griffin
- Oliver Jackson-Cohen (VF : Marc Arnaud ; VQ : Adrien Bletton) : Adrian Griffin
- Benedict Hardie : Marc
- Amali Golden : Annie
- Sam Smith : le détective Reckley
- Nicholas Hope : le chef de service de l'hôpital

Version française (VF) sur AlloDoublage Source et légende : version québécoise (VQ) sur Doublage.qc.ca

## Accueil

### Accueil critique
Le site Allociné propose une moyenne de 3,6⁄5 à partir de l'interprétation de 16 critiques de presse recensées.
Le quotidien 20 minutes salue « la performance intense de la comédienne », Elisabeth Moss. Pour L'Actu, « l’horreur s’installe davantage dans les silences que dans les Jump scare et la violence est ici psychologique, rappelant parfois le récent Paranoïa (2018) de Steven Soderbergh. Du moins, dans la première partie. Dans le dernier acte, le film peine un peu plus au fur et à mesure où son homme invisible se “dévoile”, devenant un film de vengeance pas désagréable, mais plus convenu ». Quant à la revue numérique Critikat, elle note que le film est « désincarné, mais pas tout à fait creux ».

### Box-office
Porté par Elisabeth Moss et produit pour à peine 7 millions de dollars, le long métrage atteint près de 100 millions de recettes quinze jours après sa sortie, et les critiques l'ont bien accueilli.
Aux États-Unis, projeté sur une combinaison de 3 610 écrans, obtient une moyenne de 8 033 dollars par écran. À l'international, il récolte 20,2 millions de dollars, pour cumuler un total de 49,2 millions aux Box office en devançant Sonic, le film.
| Pays ou région    | Box-office      | Date d'arrêt du box-office | Nombre de semaines |
| ----------------- | --------------- | -------------------------- | ------------------ |
| États-Unis Canada | 64 914 050 $    | 19 mars 2020               | 3                  |
| France            | 776 426 entrées | 1er septembre 2020         | 13                 |
| Total mondial     | 130 919 077 $   | -                          | -                  |